# 1953 à Terre-Neuve-et-Labrador
Chronologie de Terre-Neuve-et-Labrador
- 1949
- 1950
- 1951
- 1952
- 1953
- 1954
- 1955
- 1956
- 1957

Cette page concerne des événements d'actualité qui se sont produits durant l'année 1953 dans la province canadienne de Terre-Neuve-et-Labrador.

## Politique
- Premier ministre : Joseph Smallwood
- Chef de l'Opposition :
- Lieutenant-gouverneur :
- Législature :

## Naissances
- 12 juin : Ches Crosbie, chef du Parti progressiste-conservateur de Terre-Neuve-et-Labrador.